# Xkipché
Xkipché es una zona arqueológica de la cultura maya ubicada en la región Puuc al suroeste del estado de Yucatán en México. Xkipché se desarrolló en el periodo clásico medio y tardío de la civilización maya, el sitio incluye una gran cantidad de edificios con elementos del estilo arquitectónico Puuc entre los que sobresale un palacio de dos pisos y varias habitaciones, se ubica a aproximadamente 9 km al sur de la ciudad maya de Uxmal. 

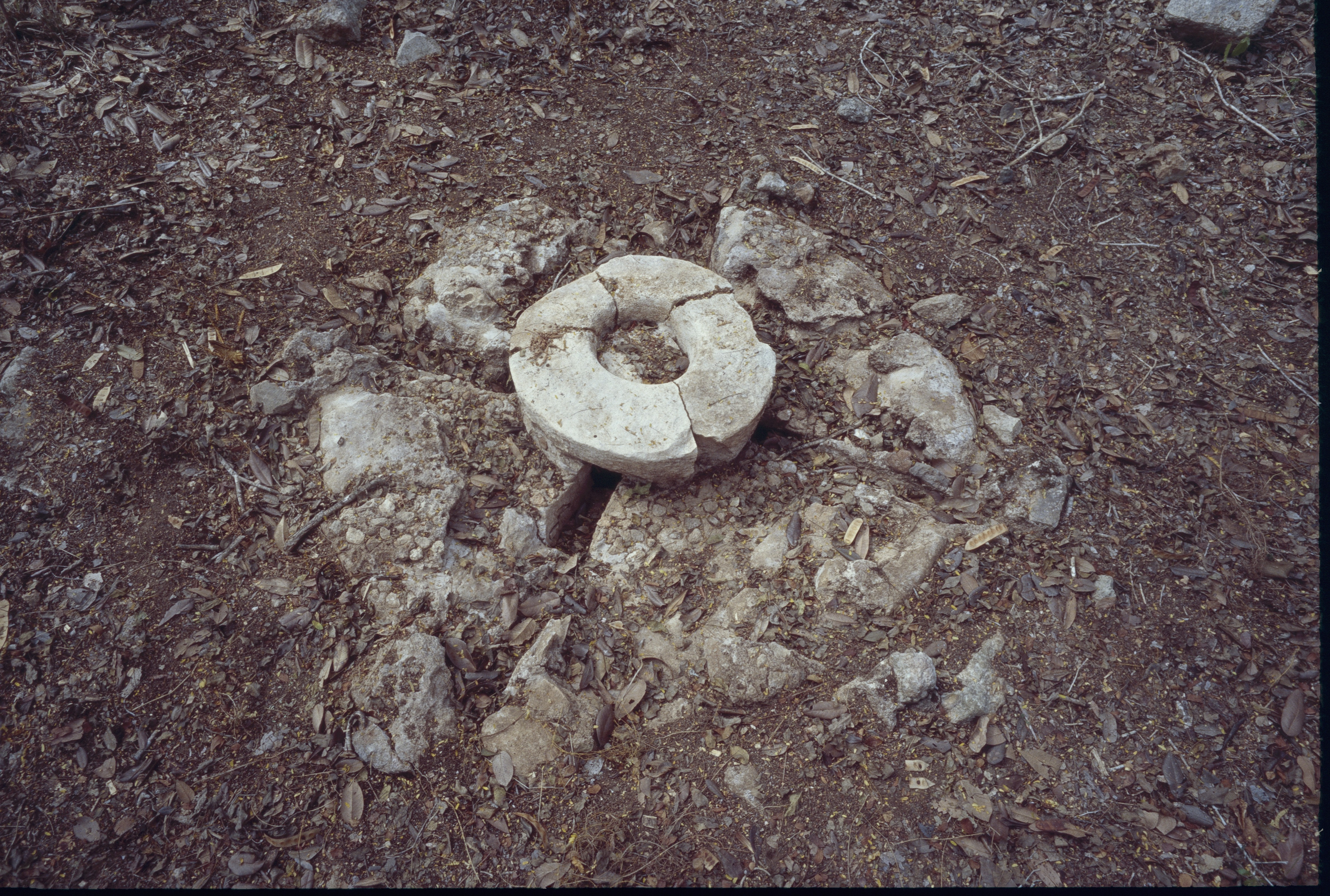
Chultún en Xkipché

## Historia
Xkipché fue una ciudad maya de la región Puuc cuyo asentamiento inicial se ha datado en el periodo preclásico tardío, aunque su mayor desarrollo y apogeo se dio durante el periodo clásico medio y el clásico tardío, durante este periodo se edificaron sus construcciones principales. También se han hallado numerosos entierros y restos óseos, con los que de acuerdo a las investigaciones antropológicas se han identificado diferencias socioculturales presentes en los habitantes y sociedad prehispánica de Xkipché.
El sitio arqueológico de Xkipché fue descubierto en 1893 por el arqueólogo Teobert Maler durante su exploración en la región Puuc de Yucatán, en el lugar realizó fotografías y descripciones del palacio principal. Después de la exploración de Maler, Xkipché no recibió mayor atención y su ubicación se perdió hasta que fue nuevamente descubierto por arqueólogos en 1986 al realizar un sobrevuelo sobre la zona, desde entonces ha recibido varias excavaciones e investigaciones arqueológicas.
En 2023, Xkipché tomó notoriedad mediática luego de que se diera a conocer una oferta inmobiliaria vendiendo el terreno donde se encuentra el sitio arqueológico, incluyendo en la promoción la presencia de ruinas mayas como un atractivo en la oferta. Ante esta situación, el sitio fue protegido por la Guardia Nacional de México y por las autoridades e instituciones arqueológicas mexicanas al considerarlo un atentado contra el patrimonio nacional.